# 과학적 관리법

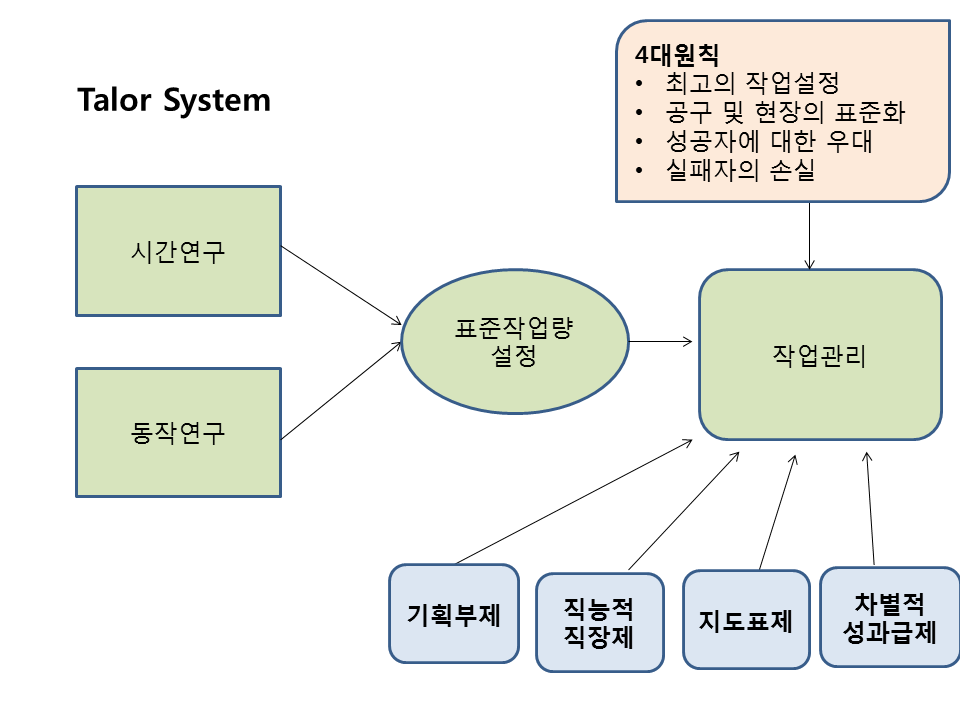
talor system

과학적 관리법(scientific management) 또는 과학적 경영이란 창안자인 프레더릭 윈즐로 테일러의 이름을 따 테일러리즘(Taylorism)이라고 불리며, 20세기 초부터 주목받은 과업수행의 분석과 혼합에 대한 관리 이론이다. 이 이론의 핵심 목표는 경제적 효율성, 특히 노동생산성 증진에 있다.

이러한 과학적 관리법의 진행은 다음과 같이 수행된다. 우선 작업을 과업단위로 분류를 시도하며 동시에 해당 과업을 수행할 적합한 작업자를 체계적으로 선발을 한 뒤에 이러한 각각의 과업을 최대한 빠르고 효율적으로 수행할 수 있도록 시간연구와 동작연구를 시도한다. 연구를 통한 개선점이 도출 될 시에 이를 노동자들에게 작업수행의 표준화, 지침으로 교육을 하여, 이러한 과업수행이 효과적으로 나타나고, 목표량을 달성 시, 수행자에게 인센티브를 지급으로 마무리한다.

## 의의
테일러 시스템이 진정 의도하는 것은 직업의 표준화나 기능별 직장제도에 있는 것이 아니고 모든 관계자에게 과학적인 경영 활동의 조직적 협력에 의한 생산성을 높여 높은 임금을 실현할 수 있다는 인식을 갖게 하는 데 있다. 물론 테일러의 과학적 관리법이 전문적인 지식과 역량이 요구되는 일에는 부적합하며, 노동자들의 자율성과 창의성은 무시한 채 효율성의 논리만을 강조했다는 비판을 받았다. 하지만 이전의 자의적이고 전습적인 방식을 탈피하고, 과학적 관리와 공평한 이익 배분을 통해 생산성과 효율성을 향상하는 것이 기업과 노동자 모두가 성장할 수 있는 길이라는 테일러의 사상은 현대 경영학의 기초가 되었다는 것은 부인할 수 없는 사실이다.

## 특징
과학적 관리법의 특징은 3가지로 분류가 가능한데, 각각 최적화, 표준화 및 통제, 동기부여의 항목으로 나눌 수 있다.
| 최적화                 | 표준화 및 통제          | 동기부여           |
| 시간 및 동작연구       | 기능적 직장제도         | 과업관념           |
| 계산척 및 시간절약수단 | 공구나 기구 등의 표준화 | 차별적 성과급 제도 |
| 계량화                 | 작업 지시서             |                    |
|                        | 기획부문                |                    |

### 최적화
- 시간 및 동작 연구: 기존의 자의적이고 전습적(傳習的)인 과업결정방법을 지양하기 위한 합리적인 과업수행을 위한 전 단계로, 넓게는 동작하나하나에 들어가는 시간을 분석하고, 불필요한 동작을 제거한 뒤, 이러한 동작 수행에 적절한 사람을 선발하여 교육시키는 과정까지 볼 수 있다.

- 계산척 등 시간 절약 수단의 이용: 시간, 동작연구를 통해 과업수행에 효과적인 도구를 개발 및 선택하여 이용
- 계량화(計量化) :  어떤 현상의 특성이나 경향 따위를 수량으로써 표시함.

### 표준화및 통제
- 기능적 직장(職場)제도: 과업에 대한 모든 관리를 직장에 맡김으로써, 관리에 대한 전문화를 지향. 보통은 직장(해당 직렬의 장)이 노동자 개개인에게 적합한 과업량을 분석하여, 지정하거나, 노동자에 대해 피드백을 전담하는 것을 의미한다.

- 공구나 기구 등의 표준화: 과업 수행에 사용되는 공구 및 기구를 공용화, 표준화를 통하여 과업수행의 효율성과 관리비용을 절감

- 작업 지시서(作業指示書): 시간, 동작연구에 따라 최적화 및 안정화된 작업방식을 기술하여, 각 직무에 대한 과업을 진행하게 함
- 제품·공구류의 기억 분류 제도

- 수순 제도(手順制度): 과업수행뿐만 아니라 기획, 보고, 통제 등 전반적인 산업현장에 관련된 상황에 대하여 공식적인 업무진행을 표준화하는 제도

- 기획부문: 과업에 대한 계획 및 설정과 이를 집행하는 업무를 분리하는 것을 뜻함. 이에 따라 관리에 대한 전문화를 통해 노동자의 태만을 방지

### 동기부여
- 과업 관념: 노동자와 관리자 모두 서로에 대한 불화와 투쟁의 관념을 지양하고, 협동과 신뢰를 바탕으로 공정에 효율성을 도모한다는 개념

- 차별적 성과급 제도: 과업 수행에 따른 수행자에 대한 인센티브를 지급함으로써, 수행자의 동기를 고취시키는 동시에, 통제를 가능토록 하는 제도

## 등장 배경

### 시대적 배경
미국에서는 19세기 후반에 철도, 통신, 철강, 화학, 기계 산업의 눈부신 발전에 힘입어 기업규모가 증가하고 시장규모도 증가하였으나 이와 더불어 노동의 성격도 크게 변했다. 노동이 기술이 아닌 단순한 육체 노동이 되면서 노동자들은 공장주의 해고에 완전 무방비 상태에 놓이게 되었다. 거기에 이민자, 흑인, 여성, 농업에서 떨어져 나온 인력, 어린이들이 대거 노동 시장에 진출하면서 일자리에 대한 경쟁이 치열해졌기 때문에 노동자들은 공장주가 제시하는 노동 조건을 일방적으로 감수하는 이외에 다른 방법이 없었다. 그런데도 정부는 이 기간 동안 철저히 자유방임적 경제 정책을 추구했다. 1865년부터 1890년까지 기업의 활동을 제한하는 어떠한 법안이나 규칙도 제정되지 않았고 정부가 기업 활동을 감시하는 일도 없었다. 저임금, 독점, 기업합병, 미성년자 고용, 기업주의 일방적 해고, 하루 15시간 노동 등이 당시에는 전혀 불법적 행위가 아니었다. 노동자들이 겪어야 했던 이런 고통은 정부에 대한 반발로 이어질 수밖에 없었다. 노동자들은 조합을 결성하고 단결하여 공장주와 자본가들의 착취로부터 자신들을 지키려고 했다.

### 직접적 등장 계기
프레더릭 윈즐로 테일러는 미국 필라델피아의 부유한 가정에서 태어나, 필립엑스터학원을 거쳐 하버드 법과대학에 우등생으로 합격하였으나, 안질로 시력이 나빠져서 법과대학을 포기하고 18세가 되던 1874년 필라델피아 수력공사에서 4년간 기계 견습공으로 일을 배우게 된다. 그후 22세가 되던 1874년부터 12년간 미드베일 철강회사에 근무하면서 이 기간중 스티븐스 공과대학에서 기계공학을 공부하고 결혼하게 된다. 과학적 관리법의 개발은 다음과 같은 에피소드에서 유래된 것이다. 테일러가 미드베일 철강회사에서 작업조장으로 임명되었을 때 그는 노동자들에게 압력을 가함으로써 생산량을 늘리고자 하였다. 이 때문에 그와 그의 부하 노동자들 사이에 격렬한 암투가 시작되었다. 테일러는 비록 이 알력에서는 승리하였으나 심적으로는 큰 상처를 입었다. 이후 그는 이 일에 대해 심사숙고하였고 마침내 그러한 대립의 원인은 합리적인 하루의 노동량을 무시한 채 강압에 의해 생산량을 확보하려는 경영자세에 있다고 보았다.

## 발전과정

### 미드베일 철강회사
미드베일 강철회사에서 테일러는 낭비와 비효율성에 대해 관심을 갖기 시작하고 태업, 즉 정상적인 작업속도보다 느린 작업속도를 관찰하였다. 종업원들이 느린 속도로 일하는 이유는 열심히 일한 결과에 대하여 두려워하였기 때문이었다. 왜냐하면, 모든 일이 끝나버릴지도 모르고, 따라서 그들은 해고될지도 모르기 때문이다. 경영자들은 이러한 사실을 모르고 있었는데 그 이유는 종업원들의 생산목표를 결정할 수 있을 만큼 직무가 자세히 분석되지 못했기 때문이다. 테일러는 강철 노동자의 작업 별 개별요소를 관찰하고 측정했다. 그는 먼저 노동자가 생산해야 할 작업량을 결정하고 나서 전체과업을 구성하는 각 부분을 가장 효율적으로 작업할 수 있는 방법을 설계했다. 그 다음에는 초기적인 형태의 성과급제를 실행하였다. 모든 작업자에게 동일한 임금을 지급하는 것이 아니라 각 작업에 대해 목표수준을 달성하거나 초과하는 작업자에게는 높은 임금을 지급하였다. 차별적 성과급제라는 방법을 통해 노동자들에게 동기부여를 심어주었고, 더 이상 그들이 태업을 하지 않게 됐다. 그럼에 따라 생산량이 급증하게 되었고 일의 효율성 역시 증가했다.

### 철도 노동자
이 후 테일러는 철도 노동자들에게 차별적 성과급 제도를 적용시켜 얼마나 일의 효율성이 증가하는지 알아보았다. 철도 노동자들은 무게가 92파운드 정도 되는 쇳덩어리를 화물열차에 싣는 작업했다. 그들은 하루에 평균적으로 12.5톤을 싣고 있었다. 테일러는 과학적 관리법을 적용하여 이 작업에 ‘최선의 작업방법’을 개발하여 적용했다. 즉 적재적소에 인력을 배치하고 작업에 맞는 작업 도구와 장비를 제공했으며, 작업자들을 그의 가르침대로 움직이게 했다. 또한 개선된 성과에 대해서는 경제적인 인센티브를 제공, 노동자들의 동기부여를 자극했다. 그 결과 하루 평균 작업량이 47~48톤까지 늘어나게 되었다. 이 예들 외에도 다른 작업들에서도 과학적 관리법을 적용한 결과 통상 생산성이 200% 이상 개선되었고, 미국 사회에 커다란 충격을 가져다주었다.

### 베들레헴 철강회사
이후 테일러는 미국 펜실베이니아주의 베들레헴이라는 철강회사에서 일하면서 또한 지속적으로 노동자의 업무효율성이 낮다는 사실에 관심을 갖고 이를 해결하고자 노력했다. 그가 생각하기를 노동자들은 똑 같은 일을 하는데도 각자 서로 다른 방법을 일을 하고 있었고, 노동자들은 가능하면 하기 쉬운 방법으로 일을 하고 있었다. 그 결과, 그들이 가진 능력의 3분의 1정도밖에 발휘되지 못하고 있었다. 또한 작업에 대한 표준도 존재하지 않았다. 심지어 노동자들은 각자 소질이나 능력과 관계없는 업무에 배치되어 있었다. 테일러는 이러한 문제점들을 극복하고자 과학적 관리법, 즉 동작연구와 시간연구 개념을 도입함으로써 작업을 가장 효율적으로 수행하는 방법을 찾고자 했다. 특히 베들레햄에서 테일러는 궤도차에 짐을 싣고 내리는 것을 연구하여 훌륭한 결과를 가져왔다. 그는 경영자들에게 4가지 관리원칙을 제시하여 적용시키도록 하였다.
1. 노동자들의 개인적인 경험에 의한 방법을 단위작업에 대하여 동작원칙, 각 세부 구성요소, 표준화된 작업절차, 적절한 작업환경 등을 포함한 과학적인 방법으로 대체함으로써 일의 효율성을 높인다.
2. 특정 작업에 작업자를 배치할 때에 가장 적절한 작업자들을 과학적으로 선발하며, 훈련 및 교육을 통하여 그들의 능력을 개발한다.
3. ‘과학적인 방법’에 따라 모든 작업이 원활히 수행될 수 있도록 지도와 감독을 실시하며, 성과를 계속해서 점검한다.
4. 관리자와 노동자가 하는 일을 균등하게 배분함으로써 관리자는 노동자가 올바르게 ‘과학적인 방법’에 의해 일을 할 수 있도록 계획을 세우고 훈련을 시키며 도와주는 일을 하고, 노동자는 관리자의 그러한 관리행위를 따라서 일을 한다.
또한 베들레헴 철강회사에서는 연탄을 퍼 올리는 삽질에 대해 연구를 하여 오늘과 같은 여러 종류의 삽이 탄생하게 되었고, 작업자에 대한 ‘피로의 법칙’을 연구하여 작업 중에 휴식시간을 도입함으로써 작업능률을 올리는 효과를 가져 왔다.

### 시몬즈 롤링 기계회사
테일러가 자문한 시몬즈 롤링(Simon's Rolling) 기계회사에서는 자전거 볼링의 마무리 선별작업에서 120명의 여성 작업원이 매일 10시간 30분씩 검사작업을 하고 있었다. 하지만 테일러가 과학적 과업관리를 적용한 결과, 똑같은 작업을 35명의 인원이 8시간 30분 만에 끝낼 수 있었다. 월간 생산량도 5백만 개에서 1천 7백만 개로 향상되었다. 또한 성과급제를 차별적 임금제도로 변경한 결과 임금도 전에 비해 80% 내지 100% 이상 높아졌을 뿐만 아니라 생산의 질과 양도 증가했고 노동자들의 사기도 증진시키는 효과를 가져왔다.

## 적용 사례

### 포드 사례
포드 회사는 1927년부터 인기가 떨어지면서 소비자들은 GM의 현대화된 신형에 눈을 돌리게 되었다. 포드회사는 GM에 시장점유율 1위 자리를 빼앗겼고, 1930년대에 이르러서는 회사가 도산할 위기에 처해지게 되었다. 포드 회사는 이대로는 승산이 없다고 판단하여 새로운 시스템을 도입하게 된다. 우리는 이것을 ‘포드 생산’이라고 부르는데 이 방법은 현재까지도 많은 공장에서 사용하고 있는 방법이자 과학적 관리법이 접목된 시스템이다. 포드 생산시스템은 가공대상 제품이 일정한 공정흐름을 따라 순서대로 각 작업자를 통과하고 연속적으로 반복 생산하는 시스템이다. 포드 생산시스템의 특징을 살펴보면 다음과 같다.
1. 작업자의 전문화 정도가 높고 생산라인에서 고정적으로 한 종류 혹은 몇 종류의 제품이 생산된다.
2. 생산은 리듬의 성격이 있다. 즉 리듬을 타면서 생산이 이루어져야 한다는 것이다. 리드 타임은 생산라인에서 두 제품의 가공 완성시간을 말한다.
3. 공정은 폐쇄적이고 작업자는 공정 흐름에 따라 연속형식으로 배열되며 작업 대상 가공품 혹은 조립 품은 각 공정 간에서 같은 방향으로 이동한다.
4. 작업 대상의 지연시간과 기계설비의 중단시간을 감소함으로써 생산 공정은 고도의 연속성을 유지하게 된다.

포드 시스템에는 여러 가지 방식들이 있는데, 이동 방식에 따른 구분, 생산대상 수량 기준에 따른 구분, 연속성의 종류에 따른 구분, 리듬에 따른 구분, 그리고 기계화에 따른 구분이다. 생산하는 물건의 종류나 투자되는 시간, 인력에 따라 방식들을 유연하게 바꾸면서 생산 효율성을 증대시켰다. 또한 노동자의 이동경로를 최소화하며 물품을 생산하거나, 고정된 생산라인에서 노동자가 계속해서 생산하는 방식 등을 통하여 불필요한 절차와 행동 요소들을 없애고, 같은 업무만 반복하는 노동자들은 시간이 갈수록 일의 숙련도와 능률이 올라 생산량 또한 증가하게 되었다.
그러나 이러한 포드 회사의 생산 방식이 생산량과 일의 효율성을 높이는 반면, 노동자들에게 잠시도 쉴 틈을 주지 않고 기계처럼 다룰 뿐만 아니라 동종의 산출량에 필요한 인력의 수를 줄여 일자리를 줄이게 된다는 비판도 받았다.,
,,

### 일본과 한국에서의 사례

#### 일본에서의 테일러리즘
일본에서는 1911년 이케다 토시로에 의해 테일러리즘(과학적관리법)이 소개된 이후 1913년에는 이케다의 책이 150만 부나 팔릴 정도로 큰 관심을 끌었다. 1919년에는 도쿄대학에 테일러리즘 강좌가 개설되었고 여타 대학으로 확산되었다. 1차대전 이후에는 본격적으로 산업 현장에 테일러리즘이 적용되기 시작해, 처음에는 방직공장 중심으로 도입되다 전기 업종 등 여타 업종으로 확산되었으며 무엇보다 국영 철도 부문에서 큰 성과를 보았다. 일본에서는 테일러리즘이 도입된 이래 대정 연간 다양한 논쟁을 불러일으켰고 이어 합리화 운동, 전시총동원 체제를 거쳐 전후 재건과 수십 년 간의 고도 성장기를 관통해 산업경영을 위한 최고의 논리적이면서도 자연적인 모델로 수용되었다. 테일러리즘은 경제영역 뿐만 아니라 정치, 사회 영역으로 퍼져나갔고 생산성, 객관적 전문기술, 과학적 해결원리, 정신혁명에기반한 계급화해를 통해 진보를 이룩할 수 있다는 주장이 작업장을 넘어일본의 국민경제 전체로 확산되었다.

#### 한국에서의 테일러리즘

##### 일제강점기 시절 테일러리즘의 소개
우리나라에서의 테일러리즘(과학적관리법)은 일제시기인 1920년대 후반 산업 합리화 운동으로 한국에 처음으로 소개되었다. 미국의 테일러리즘은 1920년대 독일의 산업 합리화 운동으로 연결되는데, 이것이 일본으로 확산되어 식민지 조선에도 영향을 미치게 된 것이었다. 이 당시 일본은 1911년 처음 과학적 관리법이 도입된 이래 엄청난 관심과 함께 여러 공장이 이를 도입하였다. 그래서 1920년대 말경이면 신문과 잡지 등을 통해 일본을 비롯한 외국의 상황을 보도하는 기사가 나타나기 시작했고 산업 합리화 운동을 소개하는 글도 간혹 나타났다. 다음 인용문은 일제강점기 시절 과학적관리법의 성격을 띄는 산업합리화 운동에 대한 간략한 설명으로, 테일러리즘의 핵심인 과학적 지식에 의해 효율성 극대화가 언급되고 있었다는 점에서 비교적 정확한 내용이 소개되었다.
모든 경제 활동에 잇서서 從來모양으로 傳統的習慣과 惰性에 依치 말고
理性的科學的判斷에 依하야 가급적 최소한 資本勞力及시간을 드리어 가지
고 최대한 效果를 엇도록 經濟活動의 方法과 밋 그 조직을 개선하려는 것이
즉 産業合理化요 이러케 하려는 運動이 즉 産業合理化運動이다.
< 모든 경제 활동에 있어서 기존대로 전통적인 습관과 관성에 따르지 말고 합리적인 과학적 판단에 따라야 가급적 최소한 자본과 노동, 시간을 들여, 최대한 효과를 얻도록 경제활동의 방법과 그 조직을 개선하려는 것이 즉 산업합리화요 이렇게 하려는 운동이 즉 산업합리화 운동이다. >

##### 테일러리즘의 적용(소설 '대중관리')
하지만 이러한 테일러리즘의 소개 이후 일제 강점기라는 시대적 상황과 더불어 해방이후 전쟁까지 거치면서 직접적인 도입은 상당히 많은 시간이 필요했다. 물론 일제강점기 시절 테일러리즘에 큰 관심을 보이던 일본이기 때문에 자본의 대규모 공장에서는 어느 정도 도입되었을 가능성을 배제할 수 없다. 하지만, 직접적인 테일러리즘의 적용과 관련해서 1959년 사상계 12월호에 발표된 김동립의 소설 '대중관리'를 보게 된다면 이와 같은 역사적 사건 이후 1950년대가 되어서야 산업 합리화 운동이 아닌 직접적인 테일러리즘이 소개가 되었고, 1960년대를 거쳐 기업경영에서 사용이 되었다는 것을 어느정도 유추할 수 있다. 이 소설의 등장인물로는 어느 섬유기업의 이계장과 관리부장 그리고 이 계장의 차남인 창수가 있다. 이 계장은 전형적인 속물적 인물로 공장의 운영보다는 자신의 물질적 이득과 지위에 대한 욕심이 매우 강한 모습을 보여준다. 하지만 관리부장은 미국에서 최신 '경영경제학'을 배워온 인물로 공장에 테일러리즘을 직접적으로 적용한다. 이에 창수는 이 계장의 추천으로 관리부장의 직속부하로 일하지만 테일러리즘을 통한 공장을 관리하는 관리부장의 경영방식에 적응하지 못하는 모습을 보인다.
한 사람의 재단사 밑에서 네 사람의 조수들이 움직이는 순서, 동작, 그리고 저들이 꼭 필요로 하는 시간이 얼마나 될까 하는 점을 말입니다……그러니까 저것을 분배하는데 소요되는 시간은 한 사람이 42초 내지 43초 걸리는 셈이지요? 처음 내가 왔을 때 2분씩 걸렸던 겁니다……제 1조에서 완성된 부분품은 시다바리의 동작에 의해서 자동 운송기의 고무 벨트에 얹혀
제2조로 넘어간다. 건물들 사이를 누비어가는 고무벨트, 짙은 회색으로 진동하는 공기, 이 속에서 쇠붙이 같이 굳어진 여직공들의 얼굴은 수인처럼 돌아간다.
작업표－여직공 H의 실례가 도표화되어 있다. 1. 작업내용 <소매 만들기>. 2. 한 건의 소용시간, 5분 30초. 3. 하루의 작업시간 7시간 10분. 이
작업시간은 아침 8시부터 오후 6시 퇴근할 때까지 점심시간 한 시간과 오전
10시에서 15분, 오후 3시에서 15분, 합계 30분간의 휴식시간에다가 재봉틀에 기름주는 시간과 변소에 가는 시간을 합한 20분을 빼고난, 순전히 작업에만 소요하는 시간을 말함. 4. 따라서 H가 생산하는 하루의 생산량은 <소매 만들기> 78개. 5. 잉여시간 5초.
해당 부분은 관리부장이 공장에 오게되어, 제대로된 테일러리즘을 적용하는 모습으로 업무의 능률화를 위해서 소요경비를 줄이고, 불필요한 낭비를 없애 최소의 생산원가로 최대 이윤을 얻으려는 모습을 보여준다. 더구나 이와 같은 경영방식을 위해서 작업표를 만들어 여직공들의 생산과정을 도표화 시키는 모습의 경우, 테일러가 과학적 관리법을 설명하는 방식과 일치하는 부분이다.
작업표, 직무분석표, 작업분담표, 작업과정표, 작업평가표, 일일생산표, 예산배정표, 월별생산목표계획표, 노동자배치표, 업무순환도……이때부터 창수는 인사관리, 노무관리, 생산관리 이러한 관릿자가 붙는 수없는 낱말들과
사귀어야 했다. 특히 생산관리에서의 <타임 스터디>(시간연구) <모오션 스타디>(동작연구)라는 영어는 귀에 못이 박힐 지경이었다……창수는……자신의 팔다리의 관절을 하나하나씩 분해해가는 과정 같았다.－기계의 속도에
조절하는 과학적인 동작! 기계중심! 그거야말로 기계를 조작하는 또 하나의
기계가 아니고 무엇인가
이 부분의 경우 관리부장의 경영방식으로 직속부하이자 직접적으로 일을 하는 창수는 이와같은 테일러 리즘에 적응하지 못하는 창수의 모습을 보여준다. 관리부장은 테일러가 과학적 관리의 궁극적 목적은 노동자와 자본가는 물론 전체 사회 구성원이 물질적 풍요를 보장하는 것이라는 생각과 같이 작업표, 직무분석표, 작업분담표, 작업과정표, 작업평가표 등으로 인사관리적 측면에서 철저하게 테일러리즘을 적용하는 모습을 보인다. 결국 창수는 이와같은 시스템을 이해하지 못하며 사표를 내고 만다.

## 한계점

### 호손연구
호손 연구는 과연 테일러 관리법이 노동자들의 일 능률과 생산량에 영향을 끼치는지 연구한 예시이다. 즉, 종업원들을 둘러싸고 있는 환경을 개선해 주었을 때, 생산성에 어떠한 영향을 끼치는지 알기 위해 시작되었다. 웨스턴 일렉트릭시는 조명도와 산출량의 관계를 증명하려 하였고, 조명도를 높이면 산출량 또한 더 높게 나올 것이라고 가정하였다.
첫 번째 연구로는 조명도 실험이었다. 비교 실험을 하기 위해 작업자의 집단을 실험집단과 통제집단으로 나누었다. 그리고는 실험집단에 한해서만 조명의 밝기를 더 높여주었다. 예상대로 실험집단의 산출량이 증가하였다. 그런데 뜻밖의 결과가 그들을 기다리고 있었다. 아무런 변화도 주지 않고, 정상 조명을 유지했던 통제집단 또한 산출량이 증가한 것이었다. 게다가 조명의 밝기를 낮추어도 산출량은 계속 증가하였다.
두 번째 연구로는 계전기실 실험이었다. 6명의 연구대상집단을 뽑았는데, 회사로부터 우선 선발된 2명의 여공에게 나머지 4명을 자신들의 친구들로 고르게 하여 구성되었다. 1년 반의 연구 기간 동안 그들에게 계획된 휴가시간, 회사에서의 점심 제공, 주당노동시간의 감소 등과 같은, 없었던 새로운 제도로 작업조건을 개선해주었다. 그러나 이전과 마찬가지로 뜻밖의 결과를 얻게 되었다. 이러한 조건들과는 전혀 관계 없이 산출량이 증가한다는 사실이 밝혀진 것이다. 확실한 결과를 얻기 위해 모든 새로운 조건을 제거하고, 처음 실험을 시작할 때와 똑같은 환경으로 돌려놨다. 그들은 분명히 산출량이 떨어질 줄로 예상했지만, 산출량은 오히려 전례 없이 더욱 상승하였다. 실험가들은 그 해답을 인간적인 측면에서 찾아낼 수 있었다. 즉 그들은 서로 마음이 맞는 구성원들로 모였기 때문에 응집력이 있는 작업집단에 참여하는 구성원이 된 것이다. 이런 영향들이 그들에게 소속감, 확신감, 성취감 등의 감정을 이끌어내었고, 그 동안의 작업에서는 맛보지 못했던 이러한 욕구들을 충족하게 되었던 것이다.
세 번째 연구로는 면접조사였다. 연구를 확대하여 회사의 전 부문에서 2000여 명을 면접하게 된다. 작업자들에게 고민이나 불편한 점을 털어놓을 기회를 준 것이었다. 그로 인해 알게 된 작업자들의 불만 사항을 즉시 개선하기 시작하자, 금세 능률이 오르고 생산량이 눈에 띄게 증가하기 시작하였다. 경영자의 관심은 곧 작업자들에게 자신이 중요한 존재라는 인식을 시켜주는 계기가 된 것이었고, 그 결과가 생산량의 증가로 나타난 것이었다.
마지막 연구로는 작업진단의 관찰 연구였다. 호손 연구의 마지막은 한 작업집단에 대한 관찰연구였다. 대상이 된 작업집단은 생산량이 전혀 오르지 않고 있었다. 이를 알기 위해 연구자가 그 작업집단에 직접 참여하여 관찰해 보니 비공식 조직을 발견할 수 있었다. 그 비공식 조직은 작업자들에게 강제적으로 산출량을 제한하고 있었다. 즉 비공식 조직의 규범을 지키지 않고 성과급을 더 받기 위해 개인의 산출량을 증가시키는 작업자를 돈벌레로 매도하는 등, 조직으로부터 고립시키고 있었던 것이다. 작업자는 자신의 수입을 증대시키기 위해 시키는 데로 생산을 극대화할 것이라는 기존의 이론과는 전혀 다른 결과였다. 오히려 작업자들에겐 성과급보다 집단에 의한 수용이 더욱 중요하며, 비공식 조직이 작업자의 태도와 행동을 결정하는데 중요한 영향을 미친다는 것을 알 수 있었다.
호손 연구를 통하여서 테일러 관리법이 실질적으로 노동자들의 업무능력과 효율에 큰 효과를 가져오지 못하는 반면, 그들의 감정과 동기부여, 집단성을 부여한 결과, 그들의 업무능력이 크게 향상한 것을 볼 수 있었고 또한 생산량에서도 긍정적인 결과를 가져왔다.

## 대안이론
과학적 관리법은 인간을 기계적 원리에 따라 관리하는 데는 한계가 있음을 드러냈다. 즉, 감정적·비합리적·정서적 성격을 지닌 인간을 단순히 기계적·합리적·비인간적인 도구로 취급하고 관리함으로써 오히려 자발적인 생산성을 저하시킨다는 비판을 받게 된 것이다. 그에 따라 개인의 내재화된 목표설정이 행동에 영양을 끼친다는 로크의 '목표설정이론'과 기업의 핵심 직무 특성은 개인의 감정에 영향을 미치고, 감정은 다시 직무 성과로 이어진다는 해크먼(Hackman)과 올덤(Oldham)의 '직무특성이론' 등 대안이론들이 초래되었다.

### 목표설정이론

#### 개요
목표 설정 이론은 로크(Locke)에 의해 시작된 동기 이론으로, 인간이 합리적으로 행동한다는 기본적인 가정에 기초하여, 개인이 의식적으로 얻으려고 설정한 목표가 동기와 행동에 영향을 미친다는 이론이다. 목표는 개인이 의식적으로 얻고자 하는 사물이나 혹은 상태를 말하며, 장래 어떤 시점에 달성하려고 시도하는 것이다. 이러한 의식적인 생각이 사람의 행동을 조절하기 때문에, 목표를 설정하는 것은 동기와 수행 모두에서 효과적인 것으로 알려졌다. 목표를 어떻게 설정하는 것이 좋은가에 대한 다양한 연구가 진행되었고, 목표 구체성이나 목표 난이도 등의 연구 결과가 보고되었다.

#### 특성
헬리겔과 슬로컴(Hellriegel & Slocum, 1978)은 조직 및 개인이 달성해야 할 목표가 적합하게 설정되어야 하고, 개인의 수행 목표는 다음과 같은 기준을 충족해야 한다고 주장한다.
- 수행 목표는 분명하고 세밀하며 모호하지 않아야 한다.
- 수행 목표는 필요조건을 정확하게 기술해야 한다.
- 수행 목표는 조직의 정책과 절차에 일치해야 한다.
- 수행 목표는 경쟁성을 지녀야 한다.
- 수행 목표는 기대, 동기 부여, 도전감을 유발할 수 있어야 한다.

한편, 밀코비치와 부드로(Milkovich & Boudreau, 1997)는 목표 설정의 필요성을 제시하면서 다음 네 가지 조건을 주장한다.
첫째, 특정한 결과를 성취할 수 있도록 구체적으로 정해야 한다는 것이다. 이는 목표 구체성으로, 애매하거나 추상적인 목표보다는 양적인 명확하고 구체적인 목표를 제시할 때 효과가 높다.
둘째, 양과 질, 영향력이 측정 가능해야 한다는 것이다. 브룸(Vroom, 1964)은 개인이 어떤 행동을 하려고 할 때, 그 행동을 통해 어떤 결과를 얻을 수 있는가를 생각하고 그 기대에 따라 행동을 결정한다고 했다. 브룸의 기대 이론의 주요 요인으로는 기대감, 유인성, 수단성이 있다. 기대감은 개인이 일정한 수준의 노력을 기울인다면 특정한 목표를 달성할 수 있을 것이라는 기대의 주관적인 확률이다. 유인성은 개인이 특정한 목표를 달성함으로써 얻는 보상의 선호도로, 그 보상에 대해 개인이 느끼는 매력 정도를 나타낸다.
마지막으로 수단성은 개인이 특정한 성과를 달성하면(1차적 결과) 이에 따라 바람직한 보상이 이어질 것(2차적 결과)이라고 믿는 기대의 주관적인 확률을 말한다. 기업에서 직원들 각자가 열심히 노력하면 좋은 평가를 받고 매력적인 보상(성과급, 승진)을 얻을 것이라고 믿는다면 그 직원들은 높은 수준으로 동기가 부여될 것이다. 이처럼 브룸의 기대 이론은 개인의 행동과 노력이 기대라는 성취 가능성과 유인성이라는 주관적인 가치를 통해 결정되고 이루어진다고 주장한다.

### 직무특성이론

#### 개요
직무특성이론(job characteristic theory)은 해크먼(Hackman)과 올덤(Oldham)에 의해 탄생한 직무 설계 이론이다 직무 특성 이론은 직무가 조직이나 구성원에게 미치는 영향을 설명하기 위한 대표적인 이론 중 하나이다. 직무 특성 이론에서는 이렇게 기술된 핵심 직무 특성이 종업원의 주요 심리 상태에 영향을 미치며, 이것이 다시 종업원의 직무 성과에 영향을 미친다고 주장한다.해크먼과 올덤은 어떠한 직무 특성이 확충될 수 있는가에 의문을 제기하고 이를 밝히고자 했다. 그들은 종업원의 만족이나 출근율 등과 관련 있는 직무 요인들을 객관적으로 측정한 연구들을 바탕으로 직무 특성 이론을 발전시켰다

#### 특징 및 발전 과정
연구자들은 종업원들의 주요 직무 요인에 영향을 미치는 핵심적인 직무 특성을 다섯 가지 차원으로 나누어 명시한다
- 기술 다양성(skill variety) 직무를 수행하는 대 있어서 여러 가지 기능이나 재능을 사하는 다양한 활동들이 요구되는 정도를 의미
- 과업 정체성(task identity), 직무가 요구하는 전체로서의 완결정도를 의미하는 것으로서, 직무가 시작부터 끝까지 전체작업 중에서 차지하고 있는 범위의 정도
- 과업 중요성(task significance), 직무 자체가 인접한 조직이나 일한사회의 다른 사람들의 생활에 실질적인 영향을 미친다는 사실을 알고 있을 때에 증가
- 자율성(autonomy), 직무계획을 세우거나 직무를 수행하는 절차를 결정하는 데 있어서 작업자에게 허된 자유, 독립, 재량권의 정도를 의미
- 피드백(feedback) 직무성과의 유효성에 대해서 작업자가 직무로부터 받게 되는 직접적이고 확실한 정보의 양을 의미

직무 특성 이론은 산업 및 조직심리학 연구자들이 직무 설계 영역에서 어떻게 직무를 구조화해야 하는지에 관심을 가지면서 등장했다
기존의 전통적 접근법을 통한 직무 설계는 그 단순한 작업 특성 때문에 작업자들이 단조로움과 지루함을 느끼게 되었다. 이러한 접근법은 결국 직무 불만족이나 이직, 결근 증가뿐만 아니라 생산성 측면에서도 부정적 결과를 가져왔다.
따라서 산업 및 조직 관련 연구자들은 조직 내에서 작업자의 내재적 직무 동기 및 전반적 직무 만족에 영향을 주는 구체적인 직무 특성에 대해 밝히고, 이러한 핵심적인 직무 특성을 이용하여 직무재설계를 위한 구체적 실행 원리들을 개발하려는 노력을 기울이게 되었다. 이러한 노력의 결과가 바로 직무 특성 이론이라고 할 수 있다

## 관련 매체
찰리 채플린의 모던 타임즈(Modern Times), 1936 - https://www.youtube.com/watch?v=QZ_8kyLzg-I

## 같이 보기
- 호손 효과
- 모던 타임스 (영화)
- X-Y 이론

## 참고 문헌
- 이 문서에는 다음커뮤니케이션(현 카카오)에서 GFDL 또는 CC-SA 라이선스로 배포한 글로벌 세계대백과사전의 내용을 기초로 작성된 글이 포함되어 있습니다.
- F.W. Taylor, 『프레드릭 테일러의 과학적 관리법』, 21세기 북스, 2010
- F.W. Taylor. 『과학적 관리의 원칙』, 박진우(역). 서울:박영사, 2002.
- 미야타 야하치로, 『경영학 100년의 사상』, 미야타 야하치로, 일빛, 2001
- 김혜숙 외, 『인간관계론』양서원, 2002
- 김종철 외, 『교육정책』, 한국방송통신대학, 1991
- 박용치 저, 『현대 행정학 원론』 ,경세원 ,1998
- 조성일 외, 『교육행정과 교육경영』, 서울: 재동문화사, 2005
- 황병주 저, 『1950~1960년대 테일러리즘과 대중관리』,국제한국문학문화학회, 2013
- William M. Tsutsui, Manufacturing Ideology-Scientific Management in Twentieth-Century Japan,Princeton Univ. Press, 1998
- 김동립, 『대중관리』, 사상계, 1959.12
- 장영광,정기만, 『생활속의 경영학』 제 5판, 신영사, 2014
- 한국교육심리학회, 『교육심리학 용어사전』,학지사,2000.01
- 김원형, 남승규, 이재창, 『新 산업 및 조직심리학』 학지사, 2006
- 백기복. 『조직행동연구』, 창민사, 2004
- 피터 드러커(Peter drucker), 『경영의 실제(원제: The Practice of Management)』,한국경제신문사, 1954
- 김성용, 직무특성 이론의 검증 - 석유화학 산업체 근로자를 대상으로 -A Verification of the Job Characteristics Theory - Based on the facts of Petro-Chemical Industry, 전남대학교 중앙도서관, 2005
- 한국심리학회, 『심리학용어사전』, 한국심리학회, 2014. 04
- 오석흥, 『 조직학의 주요이론』, 경세원, 2005년
- 이창원, 최창현, 『 새 조직론』, 대양문화사, 2006년
- 이수도, 정기억, 『 신경영 조직론』, 문영사, 2001년
- 박연호, 『 현대인간관계론』, 박영사, 2004년
- 김영규, 『경영학 원론』, 박영사, 2002
- 박연호, 『조직 행동론』, 박영사, 2010
- 오석홍, 『조직이론』, 박영사, 1980
- 윤심노, 『현대경영학원론』, 세학사, 2003
- 이재규, 『최신 경영학 원론』, 박영사, 2007
- 이한검, 『경영학개론』, 형설출판사, 1994
- 이성형, 『국가독점자본주의론의 주요쟁점에 대한 재검토사회평론』, 1991
- 정수진, 『조직행동론』, 삼우사, 2005
- 정용덕, 『현대국가의 행정학』,법문사, 2002
- F.W. Taylor , 『과학적 관리의 원칙』, 박영사, 2004
- 백완기, 『행정학』, 박영사, 2006
- 송준호•김인호,『경영학원론』,범한, 2009.
- 후지요지 세이지.『능률의 매니저 전략의 매니저』, 갑진, 1998
- W. Richard Scott and Gerald F. Davis,『Organizations and Organizing: Rational, Natural, and Open System Perspective』, Upper Saddle River, 2007.* Lyndall Urwick: The Pattern of Management. ,Minneapolis: University of Minnesota Press, 1956
- Taylor, Frederick Winslow (1903), Shop Management, New York, NY, USA: American Society of Mechanical Engineers, OCLC 2365572. "Shop Management" began as an address by Taylor to a meeting of the ASME, which published it in pamphlet form. The link here takes the reader to a 1912 republication by Harper & Brothers. Also available from Project Gutenberg.
- J.-C. Spender, Scientific Management Subtitle Frederick Winslow Taylor’s Gift to the World?, 1996
- I. F. Spellerberg, F. B. Goldsmith and M. G. Morris Blackwell: TITLE The Scientific Management of Temperate Communities for Conservation Edited by Scientific Publications, 1991
- Hyacinthe Dubreuil, “A Chacun sa Chance”, 1929